# Schoberköpfe
Les Schoberköpfe sont plusieurs sommets dans le massif des Alpes de Berchtesgaden, en Autriche.

## Géographie

### Situation
Les Schoberköpfe sont plusieurs pics en forme de crête sur le bord oriental du plateau du Hochkönig, formant une crête incurvée semi-circulaire s'ouvrant vers l'est en direction de la vallée de la Salzach :
- Südwestlicher Schoberkopf (2 708 mètres d'altitude[1]) ;
- Östlicher Schoberkopf (2 666 m d'altitude[1]) ;
- Westlichen Schoberkopf[2], dit aussi Teufelskirche ou Teufelskirchl (2 520 m d'altitude[3]), une tour rocheuse devant l'Östlicher Schoberkopf.

Les parois septentrionales relativement raides, hautes de 200 à 300 m, descendent dans le cirque et s'élèvent à nouveau en face du Torsäule. Un peu à l'ouest de la crête, au Schoberschartl (2 579 m), se termine le glacier de plateau de l'Übergossene Alm, qui occupe une partie du couloir sommital du Hochkönig.

## Ascension
La première ascension touristique connue des Schoberköpfe est réalisée par Ludwig Purtscheller le 29 juin 1882, mais il ne publie pas de rapport sur la tournée. Les deux Schoberköpfe sont accessibles depuis le plateau par une ascension facile sans sentier, mais la voie normale vers la Teufelskirche nécessite déjà une escalade de niveau de difficulté 4.